# Montes del Buyo
Los Montes del Buyo (en gallego, Montes de Buio) son una extensión en dirección noreste de la Sierra del Gistral. Están ubicados en los municipios de Vivero y Jove. Son de forma redondeada y están formados por granito de dos micas con algunos esquistos.

## Características
En estos montes nacen varios afluentes del río Landro y otros arroyos que desembocan directamente en el mar Cantábrico. El ecosistema de mayor interés en esta área son las turberas cubiertas, que en algunos lugares alcanzan los 3 metros de espesor y que hoy se explotan industrialmente para obtener sustrato de jardinería. En los montes del Buyo hay caballos y vacas en libertad.
El pico más alto es Pau da Vella, con 702 metros sobre el nivel del mar.
Las montes están declarados Área de Protección Especial de Valores Naturales, con el nombre de Montemaior. En ellos se encuentran algunos pequeños bosques de robles y abedules.
Se ha detectado el polen de Castanea sativa en estos montes, datos que la palinología y el estudio del carbono han proporcionado en investigaciones realizadas en sitios arqueológicos, y constatan la presencia del castaño en épocas muy anteriores a la expansión romana.